# طابورة
طَابُورَة (الاسم العلمي: Tapura)، جنس نباتات من فصيلة الجفبلارية.
تشمل الأنواع:
- Tapura africana دانيال أوليفر
- Tapura arachnoidea Breteler
- Tapura carinata Breteler
- Tapura ivorensis Breteler
- Tapura letestui فرانسوا بليغرين
- Tapura magnifolia Prance
- Tapura neglecta N.Hallé & Heine
- Tapura orbicularis أريك ليونارد إكمان ex إغناتز أوربان